# District de Rouen
Le district de Rouen est une ancienne division territoriale française du département de la Seine-Inférieure de 1790 à 1795.
Il était composé des cantons de Rouen, Cailly, Canteleu, Elbeuf, Franqueville, Jacques, Montville et Quincampoix.

## Galerie

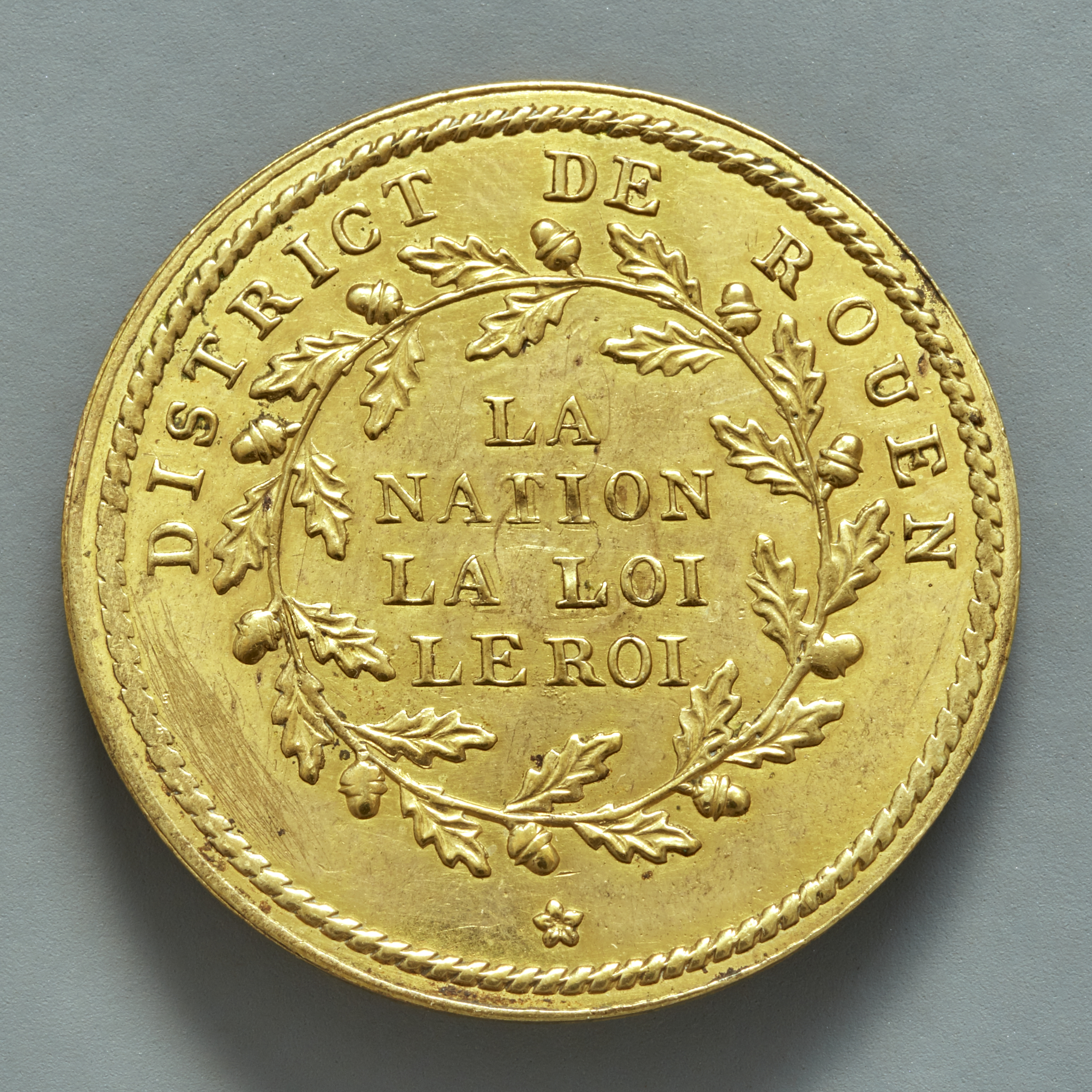
Bouton (musée Carnavalet)